# Eugenio Barrejón Eguileu
Eugenio Barrejón Eguileu (Navarra, ? - Alacant, 4 de febrer de 1878) fou un militar i polític valencià d'origen navarrès, governador civil i alcalde d'Alacant durant el segle xix.
Ingressà a l'Exèrcit Espanyol i el 1850 es va retirar amb el grau de coronel. Durant el bienni progressista (1854-1856) fou nomenat governador militar d'Alacant. i durant l'epidèmia de còlera de 1854 va tenir una actuació destacada en l'erradicació de la malaltia, alhora que hagué de substituir provisionalment al governador civil Trinitario María González de Quijano Iturregu, que va morir durant la pandèmia.
Regidor de l'Ajuntament d'Alacant després de la revolució de 1868, en 1870 fou nomenat alcalde d'Alacant arran d'una epidèmia de febre groga a causa de la seva experiència en aquesta qüestió. El 1884 li aixecaren un monument per la seva actuació.